# Villa Siegel (Schönebeck)

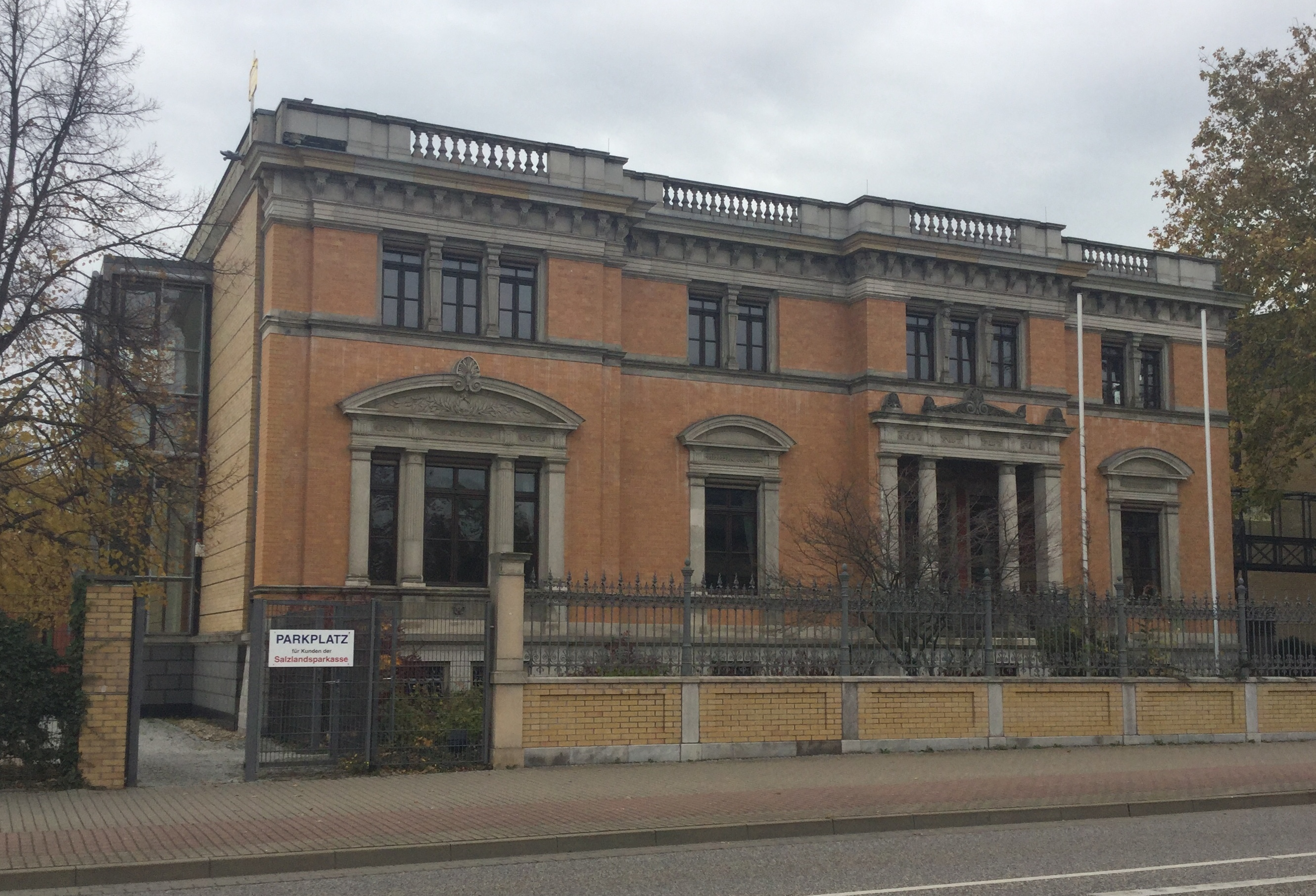
Villa Siegel, 2018

Die Villa Siegel ist eine ehemalige großbürgerliche Villa in Schönebeck (Elbe) in Sachsen-Anhalt, Geschwister-Scholl-Straße 157. Das 1886 erbaute Haus steht unter Denkmalschutz.

## Lage
Die Villa steht auf der Nordseite der Geschwister-Scholl-Straße, nahe ihrem östlichen Ende. Zeitweise trug sie die Hausnummer 1.

## Architektur und Geschichte
Die Villa wurde für den Unternehmer Feodor Siegel erbaut, der in unmittelbarer Nachbarschaft eine Maschinenfabrik und später die Automobilfabrik Feodor Siegel betrieb. Nachdem etwa 1911 die Automobilfabrik ihre Produktion eingestellt hatte, diente die Villa als Sitz der Schönebecker Freimaurerloge. Ab 1935 war die Villa dann Sitz der Schönebecker Sparkasse. Nach der politischen Wende des Jahres 1989 entstand in der Nachbarschaft ein Neubau der Sparkasse. Die Villa Siegel wurde saniert und blieb in Nutzung durch die Sparkasse.
Im Inneren des spätklassizistischen Gebäudes sind in der unteren Etage vier bemerkenswerte Stuckdecken mit Malereien unbekannter italienischer Künstler erhalten. Besonders beachtlich ist die Decke des ehemaligen Salons, der dann zeitweise als linker Kassenraum der Sparkasse genutzt wurde.
In der Liste der Kulturdenkmale in Schönebeck (Elbe) ist die Villa unter der Erfassungsnummer 09461005 als Baudenkmal verzeichnet.